# Billy Zoom
Billy Zoom, właśc. Tyson Kindell (ur. 20 lutego 1948 w Savanna, Illinois) – amerykański gitarzysta. Jest synem muzyka, który udzielał się w big bandach jazzowych na instrumentach dętych. W młodym wieku, Tyson zaczął grać na różnych instrumentach nie wyłączając: skrzypiec, akordeonu, pianina, klarnetu, i innych. Kiedy przybył do Los Angeles w latach 60. pracował jako gitarzysta sesyjny. W 1977 roku wraz z Exene Cervenką, Johnem Doe i D.J. Bonebrakem założył punkrockowy zespół X z którym występował do 1986 roku. Zoom współpracował też z legendą rockabilly: Gene Vincentem, a także z zespołami: The Blasters, Etta James, Big Joe Turner i mnóstwem innych artystów.